# David VIII de Geòrgia
David VIII fou rei de Geòrgia. Va néixer el 1278 fill de Demetri II de Geòrgia i d'una princesa de la família dels Comnens de Trebisonda
En morir el seu pare Demetri II el 1289 el kan no el va deixar pujar al tron i el 1291 es va rebel·lar i es va proclamar rei, però va fracassar.
El 1293, mort el rei Vakhtang II de Geòrgia, el kan va acceptar que fos rei però el 1299 el va deposar i va nomenar un germà, Jordi V. Al cap d'uns mesos, però, es van iniciar converses i David VIII tornà a pujar al tron fins que va ser deposat el 1301 i nomenat el seu germà Vakhtang III. David es va mantenir rebel·lat a les muntanyes de Mtiulèti, i el kan no veia la manera de parar la revolta. El 1308 va tornar a posar al tron al fill Jordi VI (sota regència d'un germà de David VIII). Finalment David VIII va morir el 1310.